# Zmarli w styczniu 2011

## Styczeń 2011
- 31 stycznia
  - Zenon Musiał, polski polityk, prezydent Tarnowa (1971–1975), wicewojewoda tarnowski (1975–1985)[1]
  - Eunice Sanborn, amerykańska rekordzistka długowieczności[2]
  - Doc Williams, amerykański piosenkarz country[3]
- 30 stycznia
  - John Barry, brytyjski kompozytor[4]
  - Jan Nagrabiecki, polski poeta, żołnierz AK[5]
  - Chava Rosenfarb, żydowska pisarka tworząca w języku jidysz[6]
- 29 stycznia
  - Aleksander Abłamowicz, polski romanista, literaturoznawca[7]
  - Liza Vorfi, albańska aktorka[8]
- 28 stycznia
  - Margaret Price, walijska śpiewaczka operowa (sopran)[9]
- 27 stycznia
  - Jan Baszkiewicz, polski historyk[10]
  - Charlie Callas, amerykański aktor i komik[11]
  - Krystyna Fijałkowska, polska lekkoatletka (sprinterka)[12]
  - Tadeusz Jednorał, oceanograf polski, specjalista morskiego budownictwa hydrotechnicznego[13]
- 26 stycznia
  - Mojmír Horyna, czeski historyk sztuki[14]
- 25 stycznia
  - Daniel Bell, amerykański socjolog[15]
  - Danuta Jabłońska-Frąckowiak, uczona polska, fizyk, profesor Politechniki Poznańskiej[16]
  - Andrzej Szypulski, polski pisarz, poeta, scenarzysta[17]
- 24 stycznia
  - Bernd Eichinger, niemiecki producent filmowy[18]
  - David Frye, amerykański komik[19]
  - Włodzimierz Kłopocki, polski aktor[20]
  - Roman Kwaśniewski, polski fotograf, związany z "Opolem", "Nowa Trybuną Opolską" i "Gazetą Opolską"[21]
  - Maria Milczarek, polska polityk, minister[22]
- 23 stycznia
  - Jack LaLanne, amerykański programista gier komputerowych[23]
  - Tomasz Wełnicki, polski polityk, dziennikarz, wiceprzewodniczący sejmowej komisji kultury[24]
- 22 stycznia
  - Dennis Oppenheim, amerykański artysta rzeźbiarz[25]
- 21 stycznia
  - Theoni V. Aldredge, amerykańska projektantka kostiumów filmowych[26]
  - Max Miller, amerykański dziennikarz, fotoreporter[27]
- 20 stycznia
  - Sexy Cora, niemiecka aktorka erotyczna[28]
  - Zbigniew Gugniewicz, polski bokser[29]
  - Sonia Peres, izraelska pierwsza dama, żona Szymona Peresa[30]
  - Piotr Żbikowski, polski historyk literatury[31]
- 19 stycznia
  - Wayne R. Grisham, amerykański polityk, członek Izby Reprezentantów (1979–1983)[32]
  - Maria Zasadzińska, polska dziennikarka radiowa, ilustratorka muzyczna[33]
- 18 stycznia
  - Sargent Shriver, amerykański polityk, dyplomata[34]
  - Wital Taras, białoruski dziennikarz, publicysta[35]
  - Alfred Wiśniewski, rzeźbiarz polski, profesor Wyższej Szkoły Sztuk Plastycznych w Gdańsku[13]
- 17 stycznia
  - Jean Dutourd, francuski pisarz[36]
  - Lech Izbicki, polski lekarz ortopeda[37]
  - Witolda Pobocha, polski samorządowiec, burmistrz Chęcin (2002–2006)[38]
- 16 stycznia
  - Julian Asquith, brytyjski urzędnik kolonialny, członek Izby Lordów (1937–1999), gubernator Seszeli (1962–1967)[39]
  - Stefka Jordanowa, bułgarska lekkoatletka, sprinterka[40]
  - Andrzej Król, polski piłkarz[41]
  - Steve Prestwich, brytyjski muzyk, perkusista grupy Cold Chisel[42]
  - Alcides Silveira, urugwajski piłkarz[43]
- 15 stycznia
  - Janusz Brych, polski polityk[44]
  - Kenneth Grant, brytyjski okultysta[45]
  - Nat Lofthouse, angielski piłkarz[46]
  - Susannah York, brytyjska aktorka[47]
- 14 stycznia
  - Trish Keenan, brytyjska wokalistka grupy Broadcast[48]
- 13 stycznia
  - Marian Woyna Orlewicz, polski biegacz narciarski, olimpijczyk[49]
  - Witold Straus, polski historyk, tłumacz i społecznik[50]
- 12 stycznia
  - Clemar Bucci, argentyński kierowca wyścigowy[51]
  - Albert Heijn, holenderski przedsiębiorca, wnuk założyciela sieci supermarketów Albert Heijn[52]
  - Paul Picerni, amerykański aktor[53]
- 11 stycznia
  - Henning Larsen, duński lekkoatleta, długodystansowiec[54]
  - David Nelson, amerykański aktor i reżyser[55]
- 10 stycznia
  - John Dye, amerykański aktor[56]
  - Juanito Navarro, hiszpański aktor[57]
- 9 stycznia
  - Marian Kiełbaszczak, polski reżyser filmów animowanych[58]
  - Florian Marcińczyk, polski działacz partyjny i państwowy, wicewojewoda gorzowski[59]
  - Adam Marszalik, polski aktor[60]
  - Maria Paradowska, polska profesor nauk humanistycznych, historyk, etnolog i etnograf[61]
  - Howard Wallace Pollock, amerykański polityk[62]
  - Jerzy Woźniak, polski piłkarz[63]
  - Peter Yates, brytyjski reżyser i producent filmowy[64]
- 8 stycznia
  - Willi Dansgaard, duński paleoklimatolog[65]
  - Jiří Dienstbier, czeski dyplomata, dysydent, minister spraw zagranicznych[66]
  - Oleg Grabar, amerykański historyk sztuki i archeolog[67]
  - Šimon Ondruš, słowacki językoznawca[68]
  - Angel Pedraza, hiszpański piłkarz[69]
- 7 stycznia
  - Phil Kennemore, amerykański muzyk, basista, wokalista[70]
  - Krzysztof Kolberger, polski aktor, reżyser teatralny[71]
  - Robert Kopytek, polski bokser i trener bokserski[72]
  - Włodzimierz Ławniczak, polski dziennikarz, członek zarządu Telewizji Polskiej[73]
  - Simona Senoner, włoska skoczkini narciarska[74]
- 6 stycznia
  - Tadeusz Augustyniak, polski pilot śmigłowcowy, ratownik i honorowy członek Tatrzańskiego Ochotniczego Pogotowia Ratunkowego[75]
  - Aron Kincaid, amerykański aktor[76]
  - Uche Okafor, nigeryjski piłkarz, reprezentant Nigerii[77]
  - Andrzej Przeździecki, polski szermierz, olimpijczyk, trener szermierki[78]
  - Per Oscarsson, szwedzki aktor[79]
  - Vang Pao, laotański generał major, przywódca społeczności Hmongów w USA[80]
- 5 stycznia
  - Assar Rönnlund, szwedzki biegacz narciarski, medalista olimpijski[81]
- 4 stycznia
  - Zofia Bystrzycka, polska pisarka[82]
  - Chryzant, metropolita wiacki i słobodzki Rosyjskiego Kościoła Prawosławnego[83]
  - Mick Karn, angielski muzyk, kompozytor i multiinstrumentalista[84]
  - Coen Moulijn, holenderski piłkarz, reprezentant Holandii[85]
  - Ali Reza Pahlawi II, syn ostatniego szacha Iranu Mohammada Rezy Pahlawiego[86]
  - Gerry Rafferty, szkocki piosenkarz, kompozytor[87]
  - Hideko Takamine, japońska aktorka[88]
  - Jerzy Sito, polski poeta, tłumacz[89]
- 3 stycznia
  - Jill Haworth, brytyjska aktorka[90]
  - Zbigniew Jaremski, polski lekkoatleta, sprinter, medalista olimpijski[91]
- 2 stycznia
  - Anne Francis, amerykańska aktorka[92]
  - Cezary Kuleszyński, polski lekkoatleta, płotkarz[93]
  - Pete Postlethwaite, angielski aktor[94]
  - Richard Winters, amerykański wojskowy, major, uczestnik II wojny światowej[95]
- 1 stycznia
  - Wanda Bacewicz, polska poetka, prozaik, dziennikarka[96]
  - Charles Fambrough, amerykański muzyk jazzowy, kompozytor[97]
  - Flemming Jørgensen, duński piosenkarz, aktor[98]
  - Leszek Płażewski, polski pisarz, scenarzysta filmowy[99]